# قلعة سنغي (سيمكان)
قلعة سنغي (بالفارسية: قلعه‌سنگی) هي قرية تقع في إيران في قسم سیمکان الريفي. يقدر عدد سكانها بـ 124 نسمة .